# Jürgen Tänzer
Jürgen Tänzer (* 26. April 1951) ist ein ehemaliger deutscher Fußballspieler.
Der Stürmer spielte ab 1973 im letzten Jahr der alten zweitklassigen Regionalliga West für Eintracht Gelsenkirchen, wo er mit drei Toren in 14 Einsätzen in der Saison 1973/74 den Abstieg der Gelsenkirchener nicht verhindern konnte. Nach seinem Wechsel zum 1. FC Bocholt im Sommer 1975 hatte er mit seinen 14 Saisontoren maßgeblichen Anteil an dem Gewinn der Niederrheinmeisterschaft 1976. Mit der Mannschaft um Erwin Maslowski, Jan Roeloffzen und Sturmkollege Günter Pangerl scheiterte er in der folgenden Aufstiegsrunde zur 2. Bundesliga jedoch knapp und nur aufgrund der Tordifferenz am Bonner SC und dem VfL Wolfsburg.
In der Verbandsliga-Spielzeit 1976/77 erzielte er 18 Tore und feierte mit dem Verein im zweiten Anlauf den Aufstieg in die 2. Bundesliga Nord. In der Aufstiegsrunde setzten sich die Schwatten vom Hünting gegen die SVA Gütersloh und den Spandauer SV durch. Nach einem kurzen Gastspiel 1978 beim SuS Oberhausen-Sterkrade kehrte Tänzer 1979 zum 1. FC Bocholt zurück und hatte mit seinen 15 Saisontreffern erneut wesentlichen Anteil an der Oberligameisterschaft 1980 und dem Wiederaufstieg in die 2. Bundesliga. Da nach der Saison 1980/81 jedoch die eingleisige Zweite Liga eingeführt wurde, waren die Chancen auf den Klassenerhalt gering und der Verein stieg sofort wieder ab.
Jürgen Tänzer bestritt insgesamt 44 Spiele in der 2. Bundesliga und erzielte dabei 11 Tore. 